# 玻利維亞擬四眼鱂
玻利維亞擬四眼鱂，為輻鰭魚綱鯉齒目鰕鱂亞目溪鱂科的其中一種，為熱帶淡水魚，分布於南美洲玻利維亞淡水流域，體長可達4公分，棲息在植被生長的淺水域，生活習性不明。

## 擴展閱讀
維基物種上的相關：玻利維亞擬四眼鱂